# جان دوسولت
جان دوسولت هو طبيب كندي، ولد في 1941 في مدينة كيبك في كندا، وتوفي في 23 مارس 2003.